# Ga Phrom Phong BTS

Bảng hiệu ga Phrom Phong

Ga Phrom Phong (tiếng Thái: สถานีพร้อมพงษ์, phát âm [sā.tʰǎː.nīː pʰrɔ́ːm pʰōŋ]) là một ga BTS Skytrain, trên Tuyến Sukhumvit giữa quận Khlong Toei và Watthana, Bangkok, Thái Lan. Nhà ga nằm trên Đường Sukhumvit tại Soi Phrom Phong (Soi Sukhumvit 39). Khu vực là điểm đến mua sắm nổi tiếng, và nhà ga có cầu bộ hành trên cao liên kết trung tâm mua sắm EmQuartier, Emporium và EmSphere với khu vực không gian xanh Công viên Benjasiri.